# Pflanzholz
Ein Pflanzholz, Steckholz, 

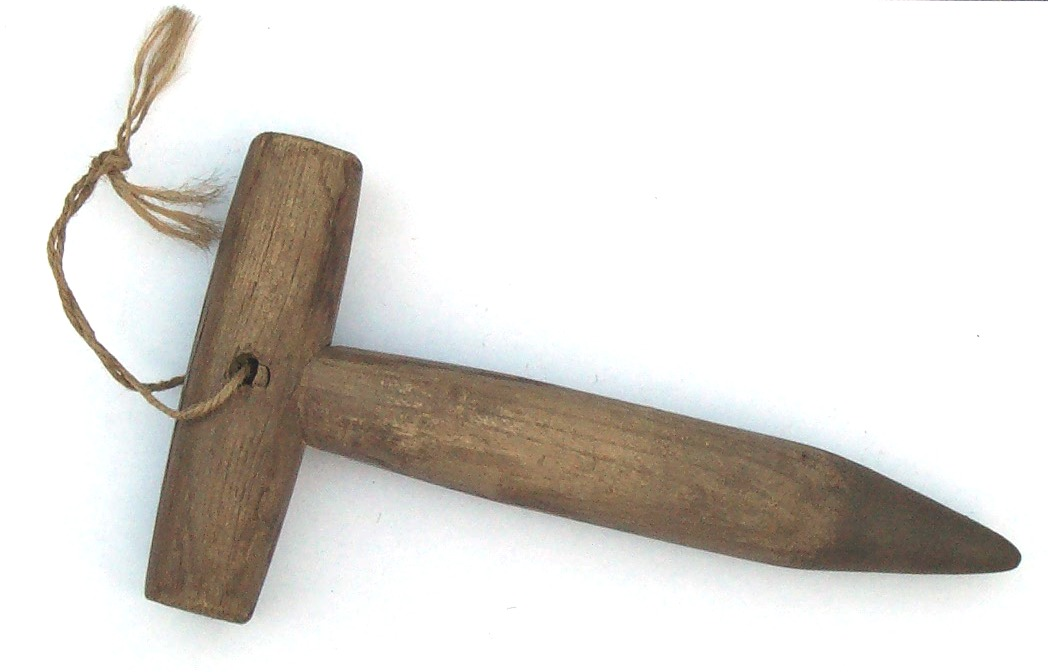
Ein Pflanzholz mit T-förmigem Griff

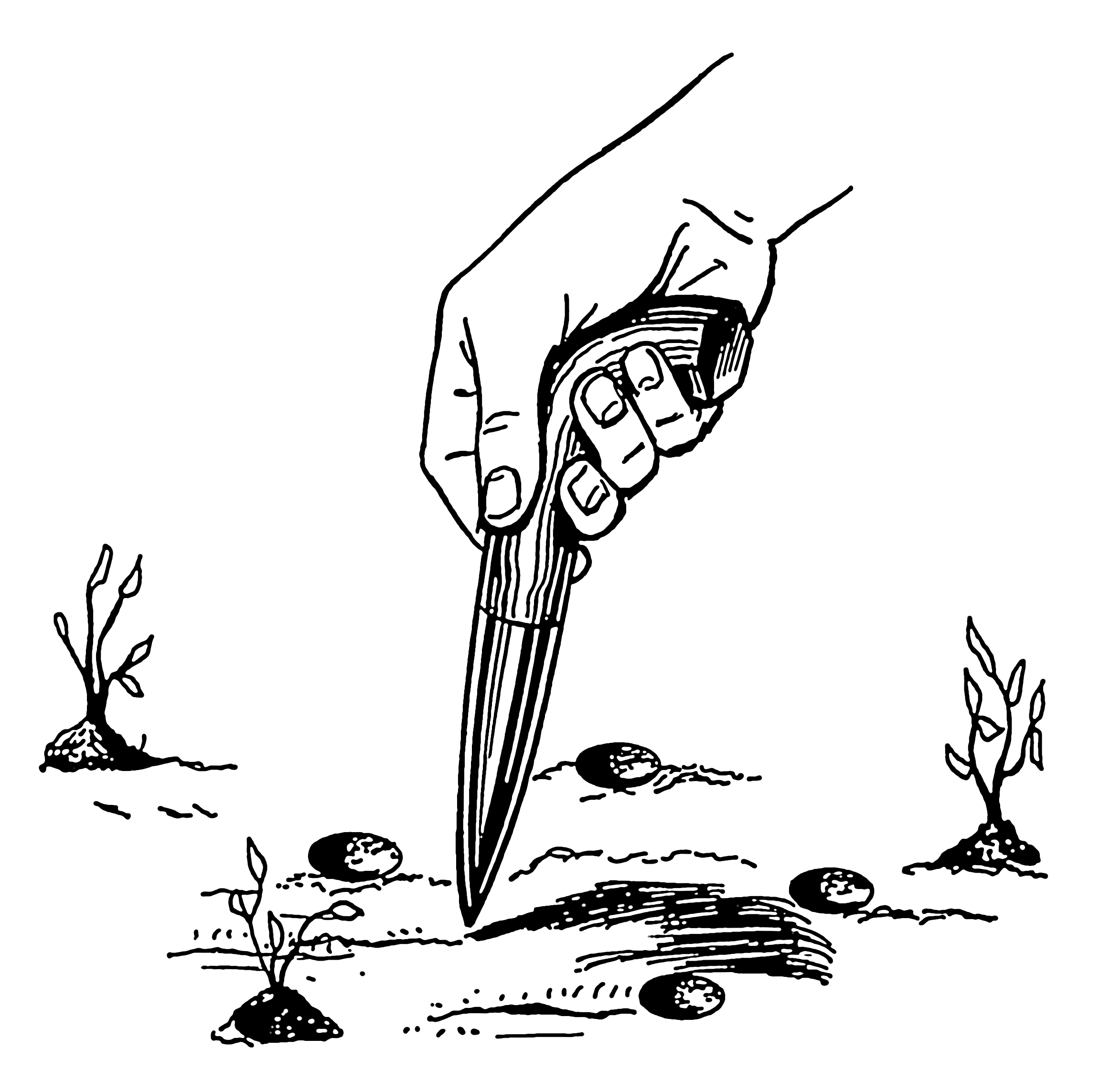
Ein Pflanzholz im Einsatz

Setzholz, Pflanzkeil, Pflanzer oder Krautstickel ist ein Gartengerät, das genutzt wird, um Löcher zum Einsetzen von Pflanzen in den Boden zu treiben. Es besteht ursprünglich aus einem etwa 30 Zentimeter langen und unten breit zugespitzten und mit Eisen beschlagenen Hartholzstab, heute sind zudem Ausführungen aus Metall oder Kunststoff erhältlich. Am oberen Ende ist das Pflanzholz mit einem gebogenen oder T-förmigen Griff ausgestattet.
Das Pflanzholz besitzt zudem einen Querstift, Rillen oder eine Maßskala, um die Eindringtiefe des Stabs zu messen und so ein gleichmäßiges Einsetzen zu ermöglichen. Mit dem Pflanzholz werden Löcher in den Boden gebohrt, die Pflanzen werden an den bezeichneten Pflanzstellen so tief, wie sie vorher im Samenbeet im Boden gestanden haben, eingesenkt und leicht unter gleichzeitigem Zufüllen des Pflanzloches an die Erde angedrückt.
Das Pflanzholz ist ein altes Gartenwerkzeug. Im Grammatisch-kritischen Wörterbuch der Hochdeutschen Mundart von Johann Christoph Adelung wird es unter den Namen „Pflanzer“, „Pflanzholz“ und „Pflanzstock“ sowie „Krautstickel“ beschrieben als ein „Werkzeug, die Löcher zu den jungen Pflanzen, welche versetzt werden sollen, damit in die Erde zu machen“.

## Verwandte Werkzeuge
Neben dem hölzernen Pflanzholz gibt es Einpflanzhilfen aus Metall, die einen inneren Hohlraum (Hohlpflanzer) besitzen und mit denen die Löcher nicht in den Boden gebohrt, sondern mit Hilfe des scharfkantigen Metallrings aus dem Boden gestochen werden. Diese können in ihrem Durchmesser größer sein als das Pflanzholz. Ein Hohlpflanzer wird vor allem empfohlen, wenn der Boden lehmig ist und die Benutzung eines Pflanzholzes die Erde verdichten und damit keine Aufnahme der Pflanzenwurzeln ermöglichen würde. Der Grabstock dient in der noch nicht mechanisierten  Landwirtschaft unter anderem dazu, Löcher für Stecklinge zu schaffen.

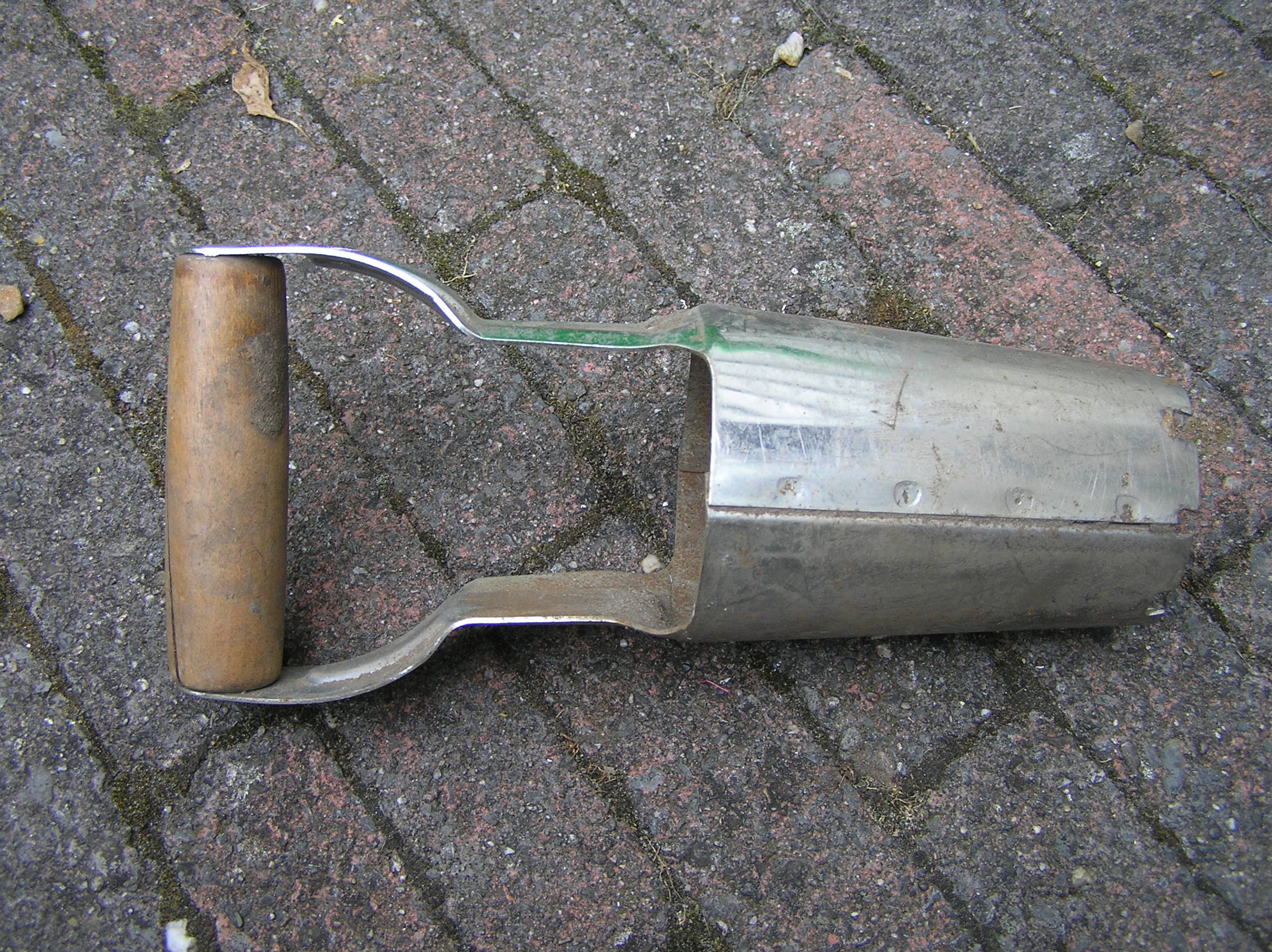
Hohlpflanzer, auch Zwiebelpflanzer
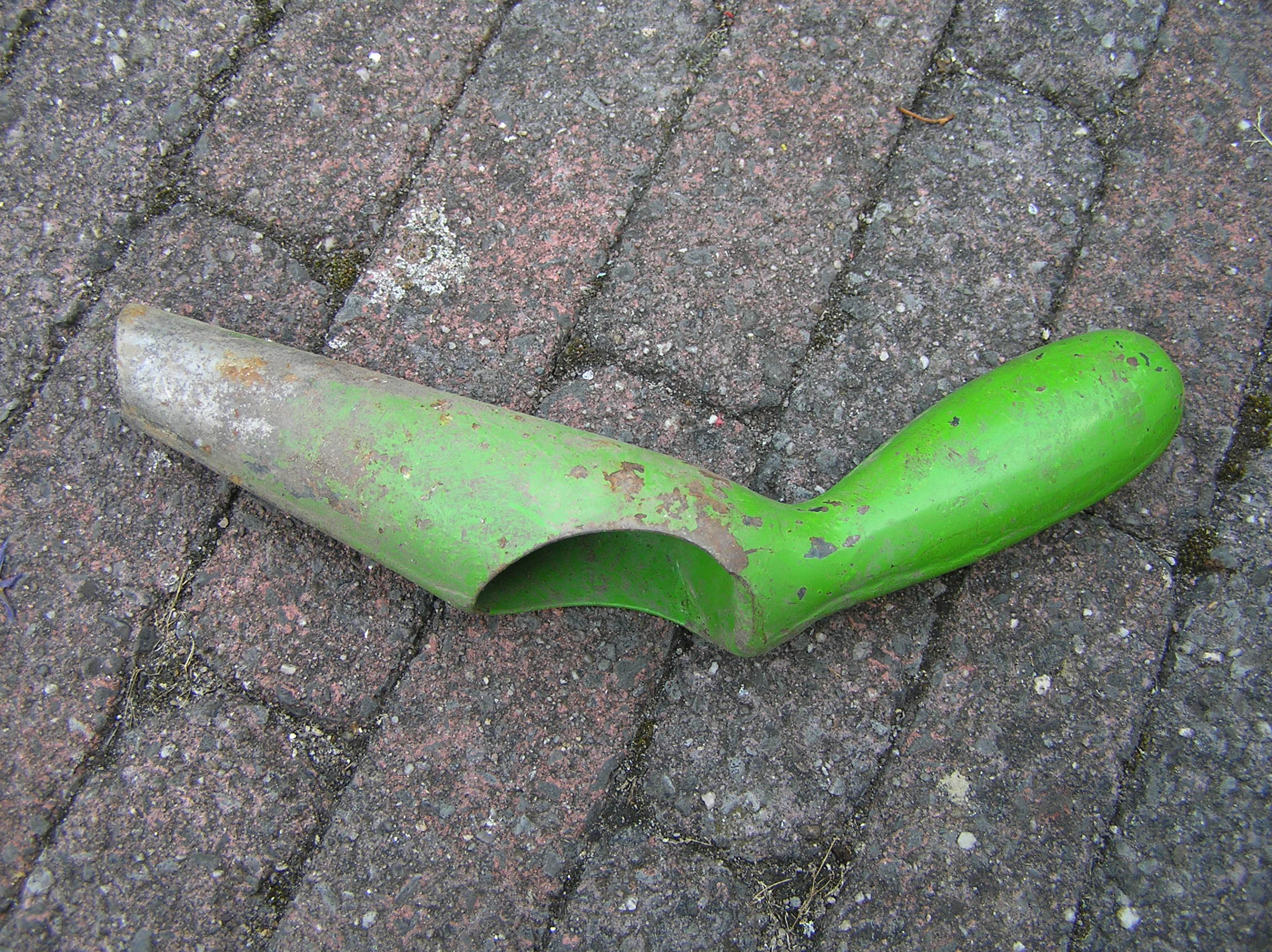
Kleiner Hohlpflanzer
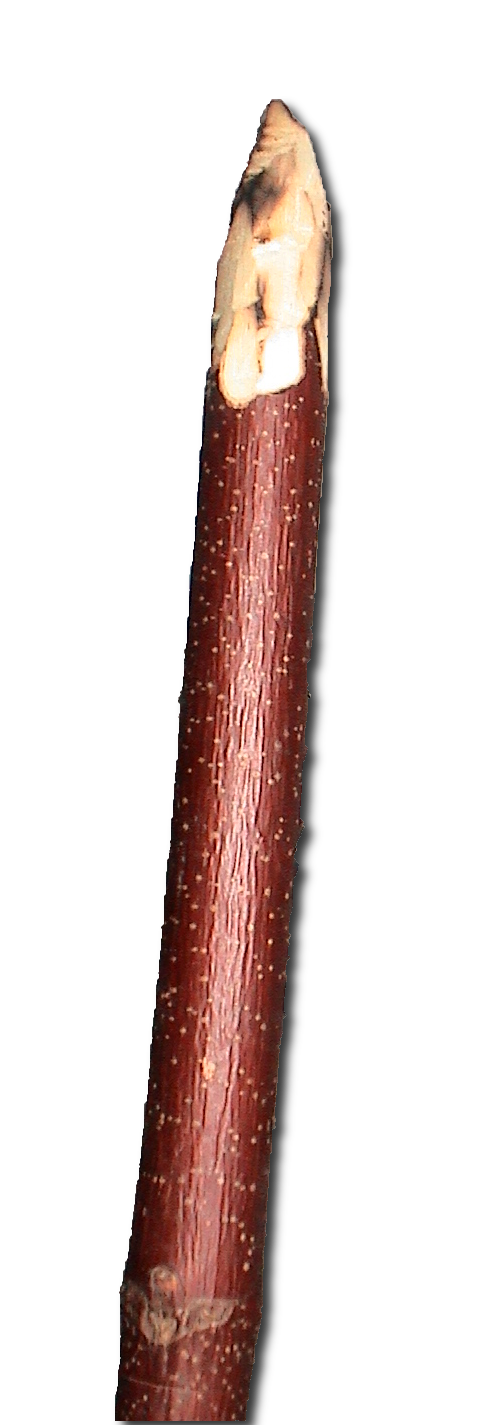
Grabstock

## Belege
1. ↑  Steckholz in Meyers Großes Konversations-Lexikon, 1905.
2. ↑  „Setzholz, das“, bei Duden online
3. ↑  Gartengeräte in Meyers Großes Konversations-Lexikon, 1905.
4. 1 2  Pflanzholz im Gartenlexikon auf pflanzenfreunde.com
5. ↑  Saat in Meyers Großes Konversations-Lexikon, 1905.
6. ↑  Pflanzer, der im Grammatisch-kritischen Wörterbuch der Hochdeutschen Mundart von Johann Christoph Adelung, 1793.
7. ↑  Deutsches Kolonial-Lexikon (1920), Band III, S. 715 ff. Archivierte Kopie (Memento vom 18. Dezember 2014 im Internet Archive)